# Teboho Mokoena (futbolista nacido en 1997)
Teboho Mokoena (Provincia del Estado Libre, Sudáfrica, 24 de enero de 1997) es un futbolista sudafricano que juega en la posición de centrocampista en el Mamelodi Sundowns de la Premier Soccer League.

## Carrera

### Club
| Periodo   | Club              |
| --------- | ----------------- |
| 2016-2022 | SuperSport United |
| 2022–     | Mamelodi Sundowns |

### Selección nacional
A nivel de selecciones nacionales ha estado desde la categoría sub-20, siendo parte de los Juegos Olímpicos de Tokio 2020. Debutó con Sudáfrica el 15 de julio de 2017 en la victoria por 2-0 ante Botsuana en Francistown por la Clasificación para el Campeonato Africano de Naciones de 2018. Su primer gol internacional lo anotó el 13 de octubre de 2018 en la victoria por 6-0 sobre Seychelles por la clasificación para la Copa Africana de Naciones de 2019.
Participó en la Copa Africana de Naciones 2023 donde anotó un gol en la victoria por 2-0 sobre Marruecos en San-Pédro en la ronda de octavos de final, además de ser seleccionado en el equipo ideal del torneo.

## Logros

### Club
- Nedbank Cup: 2016–17
- MTN 8: 2019[5][6]
- Premier Soccer League: 2022–23, 2023-24

### Individual
- Equipo Ideal de la Copa Africana de Naciones 2023[7]